# Have Doughnut

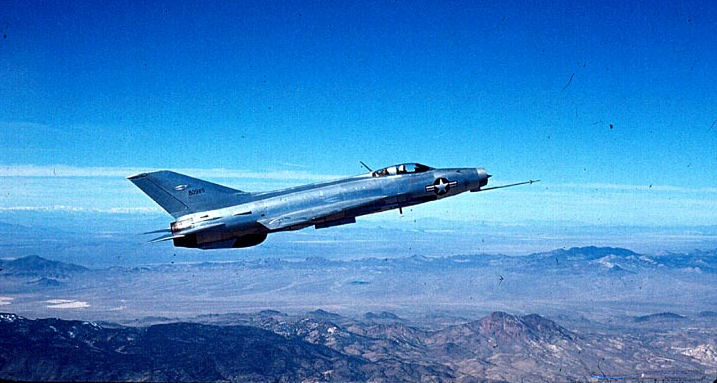
MiG-21 piloté par l'US Air Force dans le cadre du projet Have Doughnut.

Le projet Have Doughnut (« avoir (un) donut/beignet ») était un programme secret du gouvernement américain pour tester des avions de chasse de l'Union soviétique acquis afin d'évaluer comment ceux-ci se comparaient aux avions américains. 
L'une de ces enquêtes pendant la guerre froide a été le test de la première génération d'avions de combat Mikoyan-Gourevitch (MiG) dans la Zone 51. De janvier à avril 1968, l'armée de l'air israélienne a prêté aux États-Unis un MiG-21 qu'elle avait acquis en 1966.
Israël a mis la main sur le MiG-21 avec l'aide de son agence de renseignement, le Mossad, et du capitaine Mounir Redfa de l'armée de l'air irakienne, qui fit défection et posa son MiG sur une base aérienne dans le nord d'Israël lors de l'opération Diamond.
Le nom du projet vient du réticule de visée en forme de donut sur la verrière du McDonnell Douglas F-4 Phantom II utilisé pour viser les avions adverses.[réf. nécessaire]
Dans la Marine américaine, les difficultés de diffusion des résultats de ce projet hautement classifié auprès des pilotes de combat a fait partie de l'impulsion pour créer l'United States Navy Fighter Weapons School (TOPGUN).